# Мальковка (Кемеровская область)
Малько́вка — село в Мариинском районе Кемеровской области. Входит в состав Калининского сельского поселения.

## География
Центральная часть населённого пункта расположена на высоте 162 метров над уровнем моря.

## История
Основана в 1908 г. В 1926 году хутора Мальковские состояли из 89 хозяйства, основное население — эсты. В административном отношении являлись центром Мальковского сельсовета Мариинского района Томского округа Сибирского края.

## Население
153
По данным Всероссийской переписи населения 2010 года, в селе Мальковка проживает 153 человека (75 мужчин, 78 женщин).